# 卢瓦尼战役
卢瓦尼战役（法語：Bataille de Loigny），又称卢瓦尼-普普里-吕莫战役（法語：bataille de Loigny-Lumeau-Poupry），是1870年12月2日普法战争期间，法国在厄尔-卢瓦省的卢瓦尼、普普里和吕莫展开的3个战斗的合称，是由法国路易·多雷勒·德·帕拉迪纳率领的卢瓦尔军团的3个军团与弗里德里希·弗朗茨二世率领的普鲁士军团的一场战役。

## 背景
1870年的秋天，普鲁士王国成功在色当会战和梅斯围城战役击败法兰西帝国的军队之后，在同年9月19日，联同北德意志邦联的军队围攻法国首都巴黎。
在法国内政和战争部长莱昂·甘必大号召下，在卢瓦尔河附近新成立了由两个军（第15军和第16军）组成了卢瓦尔军团，准备前往巴黎以解除普鲁士第3军对首都的包围。在此之前，卢瓦尔军团于1870年11月9日在库尔米耶尔战役中取得胜利，成功夺回了被普军占领的奥尔良。卢瓦尔军团之后暂时停留在奥尔良，这是因为军团总司令路易·多雷勒·德·帕拉迪纳想更好地组织和训练他的部队。直到11月底，在莱昂·甘必大领导的国防委员会的巨大压力下，卢瓦尔军团才恢复向巴黎推进。
11月20日，普鲁士王国的腓特烈·卡尔亲王率领的第2军团在梅斯的法军投降后恢复了行动自由，他将普鲁士第9军团作为后备部队留在昂热维尔待命，并接管了在皮蒂维耶和蒙塔日的第3军团和第10军团。法军夺回了奥尔良之后，占领了与巴黎之间的轴心位置，腓特烈·卡尔亲王下令将第3军和第10军团集结在图里重组，然后下令第3军和第10军团通过法军左翼的博让西地区，与第2军团会合。
11月24日，法军的各个部队在沿着约80公里长的卢瓦尔河上展开攻势，并向巴黎方向前进。11月28日，普鲁士第10军团在博讷拉罗朗德战役中成功击退了法军攻势，使卢瓦尔军团的右翼部队不得不撤退到奥尔良地区重整。为了应付法军右翼缺口的危险，法国第15军前往支援该地区的法军，第16军则向东朝着皮蒂维耶方向前进。这一行动导致了12月1日维勒皮翁战役，在战斗中陷入困境的巴伐利亚第一军团被法军击退，不得不迅速撤离。普军的参谋部透过与法军的战斗得悉了法军核心部队的位置后，于12月2日下令弗里德里希·弗朗茨二世率领的军团发起反击。

## 战役过程

### 参战部队
弗里德里希·弗朗茨二世率领的集团军部队包括：在右翼是普鲁士弗里德里希·海因里希·阿尔布雷希特亲王的第4骑兵师和坦恩-拉特扎姆豪森男爵路德维希的巴伐利亚第一军团；中央是普鲁士第17步兵师，左翼是威廉·楚·施托尔贝格-韦尼格罗德伯爵率领的第22步兵师和第2骑兵师，军团的总兵力大约35.000人
法军的卢瓦尔军团由安托万·尚齐率领的第16军、路易-加斯东·德·索尼斯率领的第17军和夏尔·马丁·德帕利埃的第15军组成，军团的总兵力大约90.000人。
在法军总司令路易·多雷勒·德·帕拉迪纳的命令下，安托万·尚齐率领的第16军从泰尔米尼耶往卢瓦尼前进，之后由路易-加斯东·德·索尼斯率领的第17军从奥尔良的北部出发，联同第15军通过阿尔特奈前往普普里。
法国的进攻计划导致安托万·尚齐的第16军的第2师和第3师于12月2日上午从泰尔米尼耶朝着普普里到吕莫的方向进军，第1师则被作为预备部队，负责掩护军团的左翼。

## 开战

### 卢瓦尼的战斗

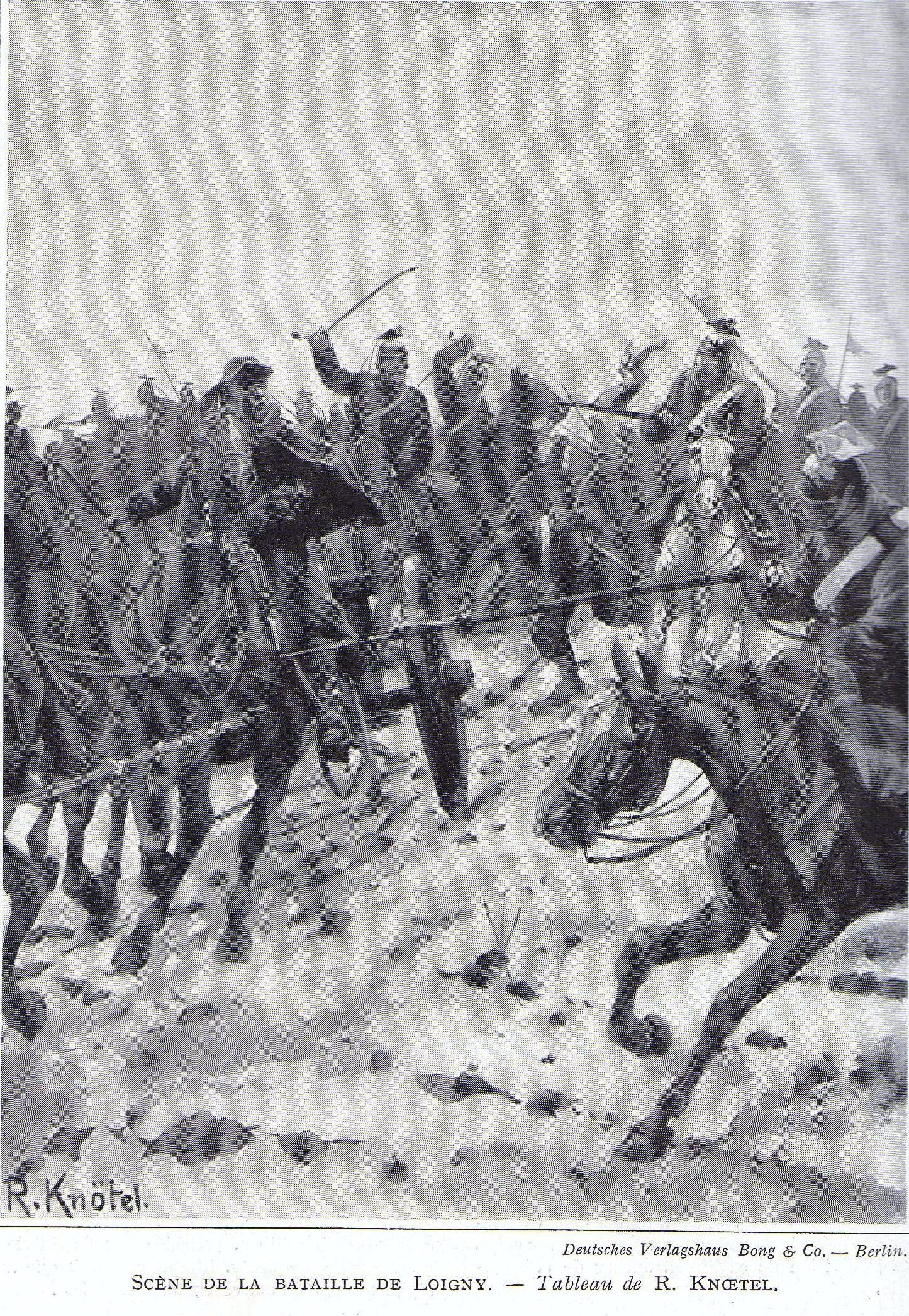
法军在卢瓦尼的战斗

1870年12月2日，战斗从上午9点左右开始，安托万·尚齐的第2和第3师从泰尔米尼耶进攻卢瓦尼和吕莫的普军阵地，形成了第16军攻击普军中央和左翼，和在位于卢瓦尼和尚杜（Champdoux）之间的古里（Goury）与巴伐利亚军的战斗。
在法军抵达展开战斗之前，古里已经被巴伐利亚第二师（由约瑟夫·马克西米利安·冯·迈林格中将率领）占领了一部分。在同一时间，由巴伐利亚第1师（由卡尔·冯·迪特尔中将率领）、普魯士第4骑兵师（由弗雷德里克·亨利·阿尔贝特亲王率领）和巴伐利亚胸甲骑兵旅（由冯·陶斯少将率领）组成的部队占领了蒂耶勒佩讷的塔农（Tanon）和拜尼欧，该部队的目的是攻占泰尔米尼耶，以减少法军撤退机会。普鲁士第17步兵师则部署在吕莫，其炮兵部队为巴伐利亚军提供了有效的火力掩护；吕莫的普鲁士炮兵遏制了法国进攻，也是这场战斗的关键。
巴伐利亚军团在经历了过去几次的战斗后已经筋疲力尽，战斗开始后很快就陷入了苦战状况，无法阻止人数众多的法军前进。在古里战斗的巴伐利亚第二师也只能龟缩在防御工事内抵抗，以阻止法军的攻势。为了防止在这里的失败，普军总司令弗里德里希·弗朗茨二世下令普鲁士第17步兵师疾驰向法军第16军的右翼部队（法军第3师）发起进攻。
从11:30开始，普军发起反击将推进到古里的法国海军上将贝尔纳·若雷吉贝里率领的第1师击退，重新占领回卢瓦尼。法军左翼部队在卢瓦尼到吕莫之间的村庄和普军展开对战。普军同时发动对法军左右两翼的进攻，使法国第16军面临被包围的危险，但获得了第15军和第17军的支援后，法军得以成功逃出。安托万·尚齐在解决完右翼的威胁后，下令法军从下午3:00开始撤退，
经过几次失败的尝试后，由胡戈·冯·科特维茨上将率领的第33旅终于占领了卢瓦尼，之后在两个小时内制止了法国第17军对左翼的最后一次进攻。法军撤往泰尔米尼耶的维尔皮翁时，第16军第1师的第37步兵团有两个营没有接到撤退命令，他们依然在卢瓦尼进行抵抗。到了下午5:00，整个卢瓦尼都陷入了普军的包围圈，法军的两个营已经无法撤离，只能进行绝望的防御战。战至下午7点左右，法军两个营剩余的士兵全都被俘虏。

### 吕莫的战斗
1870年12月1日凌晨4点，法国第16军右翼的第3师从泰尔米尼耶朝吕莫方向进攻，目的是消灭当地的普军。普鲁士方面，普军总司令弗里德里希·弗朗茨二世决定要消灭法国马丹·德·帕利埃的第15军和安托万·尚齐的第16军，因此下令在吕莫的巴伐利亚军移动到卢瓦尼和尚杜（Champdoux）之间的古堡部署。法军第3师在上午9点突袭了吕莫的城镇，并与当地驻守的普鲁士第22师和赶来支援的第17师展开战斗。从上午9:00到下午3:00，尽管法军第3师向吕莫发动了3次进攻，但面对普鲁士第17师以及第22师的联合进攻，法军第3师的一部分被摧毁，特别是在正面战场的战斗更是损失惨重。
法军第3师的指挥官对普鲁士第17师的到来感到惊讶，普鲁士第17师部署在吕莫的的4个炮兵队与3个位于古里（Goury）前面和左边的巴伐利亚炮兵队相配合，以强大的火力对进攻的法军进行了报复。普军的火炮优势使法军无法取得任何进展，在经历了数个小时的炮击后，普军发起反击成功击退了法军。

### 普普里的战斗
12月2日的早上，普鲁士第22师（由路德维希·冯·维蒂希指挥）接到从拜尼欧前往吕莫担任支援部队的命令。在前进过程中，普鲁士第22师在阿尔特奈遭到法军左翼部队的第15军的第2和第3师的拦截，在随后的战斗中使战线向东南方向扩展。路德维希·冯·维蒂希对此向着普普里的方向寻求庇护，普鲁士第3骑兵旅的威蒂希将军得知这一消息后，便迅速越过欧讷（Auneux，吕莫附近的一个小村庄），全力冲向普普里营地。在前进的过程中，普鲁士第3骑兵旅的先锋队（第43旅）驱逐了几个守卫村庄的法国军队。
在普普利和阿尔特奈周边地区，普法双方进行了激烈的战斗，并付出了沉重的损失。初时，普军第43旅的六个野战炮兵部队被派往阿尔特奈南部的阵地防御，成功击退了法军几次的袭击。到下午4:00左右，法军又沿着阿尔特奈到普普里的路线前进，遭到了两地普军的拦截；普军第43旅的指挥官冯·孔茨基上校在保卫普普里时战死，普鲁士第22师一直战斗到晚上10时才结束，直到卢瓦尼的战斗结束前，它都无法执行前往吕莫的命令。
下午4.30左右，法军在卢瓦尼的战线上被普军形成包围之势，巴伐利亚军击退法军的右翼部队后，和覆盖法军左翼的普军第4骑兵师距离只有大约两公里，但是法国人的强烈抵抗阻止了整个包围圈。当夜幕降临后，普法双方保持各自阵地，没有再展开战斗。

## 结果
虽然普法双方都没有在这场战斗中取得重大胜利，但在这次战役之后，法军卢瓦尔军团已无法进军巴黎。12月3日，在奥尔良地区的腓特烈·卡尔领导下的普鲁士第2军团开始了全面进攻，同时弗里德里希·弗朗茨二世率领的军团也配合行动继续进攻法军，并于12月5日征服了奥尔良。法军因此失去了拯救巴黎的重要基地，卢瓦尔军团之后也一分为二。
尽管这次失败主要是莱昂·甘必大对这次军事行动的任意干预而负有主要责任，但卢瓦尔军团总司令奥雷勒·德·帕拉迪纳全权负责这场战役的责任，并于12月6日解除了军团的指挥权。

## 记念

### 德国

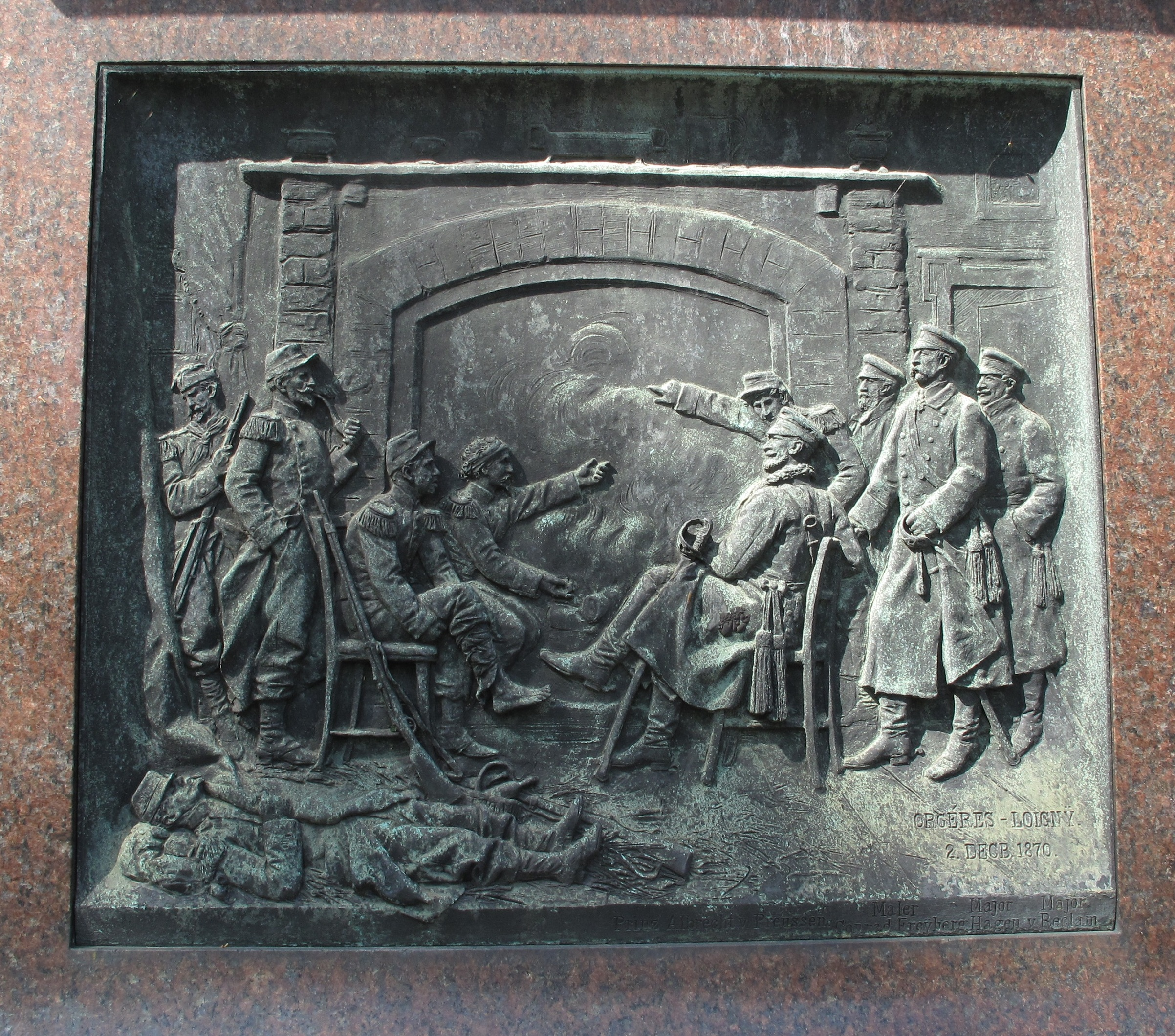
柏林博物馆内的弗雷德里克·亨利·阿尔贝特亲王的浮雕

雕塑家欧根·伯梅尔（Eugen Boermel）和康拉德·弗赖贝格（Conrad Freyberg）在德国首都柏林博物馆雕刻了一座弗雷德里克·亨利·阿尔贝特亲王的浮雕，以展示他曾代表普鲁士国王威廉二世和皇帝威廉一世参加了1870年的普法战争。另外，位于夏洛滕堡的公路（Schloßstraße）附近建有弗雷德里克·亨利·阿尔贝特亲王的雕像。

### 法国

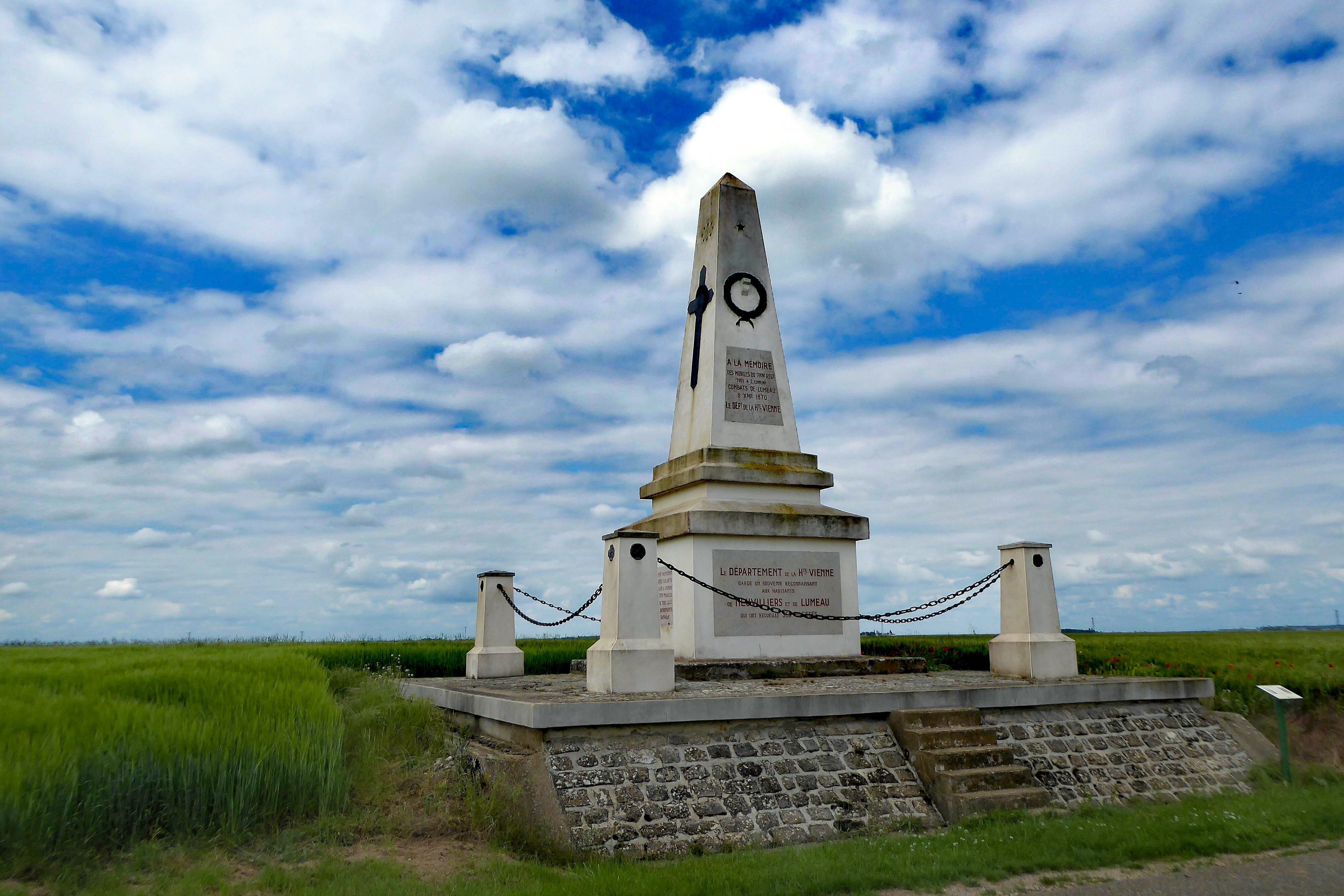
吕莫纪念碑

1873年，法国在讷维利耶（Neuvilliers，于吕莫东南部D19公路附近）建立了一座纪念碑，向法国第3师在吕莫的战斗中牺牲的军人致敬。 在讷维利耶当地的一座藏骨堂收容卢瓦尼拉巴泰塔耶战役中牺牲军人的遗骨，大约收容了1,140名死者的遗体。

## 备注
1. ↑  位于现今法国D927公路的附近